# Mike Skinner
Mike Skinner (f. 27. november 1978), måske bedre kendt under kunstnernavnet The Streets, er en engelsk rapper fra Birmingham, kendt for sin meget specielle rapstil med engelsk accent, som går under betegnelsen Grime eller UK garage.
Skinner havde fra barn af drømt om at starte sit eget pladeselskab, og for at supplere denne drøm økonomisk kombinerede han sine musikproduktioner med utallige jobs på diverse fast-food restauranter. Noget der sammen med en rygsæksrejse til Australien har givet ham inspiration til mange af hans tekster.
Musikalsk set ligger The Streets et sted mellem hiphop og UK Garage, men samtidig uden rigtig at være nogen af delene. For Skinner’s rap er ikke rigtig rap, men recitering eller spoken word, og hans opvækst i Birmingham har også gjort ham immun overfor den glamour-fetichisme, der i stor grad præger den London-baserede UK Garage.
I 2000 lykkedes det efter meget besvær for Skinner at få en kontrakt med et pladeselskab. Først udkom singlen ’Has It Come to This?’ og i 2002 udkom albummet ‘Original Pirate Material’. Et album der henrykkede anmeldere, der så The Streets som det store nye håb på den engelske musikscene.
Albummets titel refererede til de piratstationer, der spiller en væsentlig rolle i den engelske undergrund, og som pladen til dels var en udspringer af. Tekstmæssigt var pladen præget af humoristiske storbyfortællinger om " a day in the life of a geezer" i et kedeligt forstadsmiljø, hvor pigerne bliver refereret til som "birds not bitches".
I maj 2004 udgav Mike Skinner sit andet album med titlen ’A Grand Don’t Come For Free’. Dette album viste en ny, mere følsom side af The Streets og albummet fik fra dag et mærkatet klassiker på sig. Ikke mindst takket være nummeret 'Dry Your Eyes', som blev soundtracket til den engelske sommer -inklusiv en tidlig exit fra EM-slutrunden i fodbold.
I 2005 startede The Streets sit eget pladeselskab. Første gruppe på selskabet var The Mitchell Brothers, der i august udsendte deres album 'A Breath of Fresh Attire', der også bød på to gæstevokal optrædener af Skinner.
Efter at have udgivet gruppens femte og sidste album "Computers and Blues" i Februar 2011 lukkede Skinner foretagendet og lagde et tørt "Closed" på gruppens hjemmeside.

## Albums
- Original Pirate Material (2002)
- A Grand Don't Come For Free (2004)
- The Hardest Way to Make an Easy Living  (2006)
- Everything is Borrowed (2008)
- Computers and Blues (2011)
- None of Us Are Getting Out of This Life Alive (2020)
- The Darker the Shadow the Brighter the Light (2023)